# Rotation gravitationnelle
La rotation gravitationnelle ou trajectoire à incidence nulle (en anglais : gravity turn ou zero-lift turn) est un type de mise en orbite d'un engin spatial, utilisé aussi pour quitter une orbite, autour d'un objet céleste tel qu'une planète ou une lune, consistant en une optimisation de la trajectoire relativement aux données liées à la gravité.
Elle offre deux avantages principaux par rapport à une trajectoire contrôlée uniquement par la poussée du véhicule. Premièrement, la poussée n'est pas utilisée pour changer la direction de l'engin spatial, elle est donc utilisée essentiellement pour accélérer le véhicule en orbite. Deuxièmement, et plus important encore, pendant la phase de montée initiale, le véhicule peut maintenir un angle d'attaque faible, voire nul. Cela minimise les contraintes aérodynamiques transversales sur le lanceur, permettant ainsi un lanceur plus léger.
Le terme de rotation gravitationnelle peut également faire référence à l'utilisation de la gravité d'une planète pour modifier la direction d'un engin spatial dans des situations autres que l'entrée ou la sortie de l'orbite. Utilisé dans ce contexte, il ressemble à une assistance gravitationnelle. La différence est qu'une assistance gravitationnelle augmente ou diminue souvent la vitesse de l'engin spatial et change la direction, alors que la rotation gravitationnelle ne change que la direction.